# .kw
.kw — интернет-домен верхнего уровня странового кода (ccTLD) для Кувейта. Регистрация доменов осуществляется на третьем уровне под следующими именами:
- com.kw: Коммерческие организации с действующей коммерческой лицензией от Министерства торговли и промышленности.
- net.kw: Компания ИКТ, получившая лицензию от соответствующих органов власти в Государстве Кувейт.
- ind.kw: Физическое лицо, не являющееся несовершеннолетним и имеющее кувейтское гражданство, или резидент, имеющий действительный вид на жительство в Государстве Кувейт.
- org.kw: Некоммерческая организация, получившая лицензию соответствующих органов власти в Государстве Кувейт на осуществление своей деятельности.
- gov.kw: Министерства и правительственные учреждения.
- emb.kw: Посольства других стран в Кувейте.
- edu.kw: Образовательное учреждение, получившее лицензию на деятельность от соответствующих органов власти в государстве Кувейт.

Регистрация осуществляется через аккредитованных регистраторов путем предоставления необходимых документов и оплаты пошлины в размере 15 KD в год, при этом срок действия лицензии составляет один или два года (в настоящее время есть намерение разрешить любой срок от 1 до 10 лет в ближайшем будущем).